# DT/DF/DBシリーズ
DT/DF/DBシリーズは、タミヤよりリリースされている電動RCカーモデルのシャーシ名称である。

## 概要
ツーリングカーブームの到来により下火となったオフロードバギーのカテゴリーだが、ブームが一段落したことからこのカテゴリーを再設計し、従来と異なりシャーシモデルネームを基幹として、新たにシリーズ展開を図っている。

## DTシリーズ
二輪駆動（2WD）モデルに冠されているモデルネーム。

### DT-01
「ワークスビルドRC」のシリーズ名でタミヤ初の完成車モデルとなったルーキーラビットのシャーシ。後発のキットモデルが販売された際「DT-01」と命名された。車体構成はフロントスイングアクスル式サス、リアローリングリジッド式サスと、入門モデルのベストセラーであるホーネット系の構成を踏襲しており、初心者向けに部品点数を少なく抑え（車種によっては一部組立済となっている）さらに安定性を確保するべく各部が大型化している。それに加えホーネット系の欠点（バッテリー蓋の脱落、リアトラクションの不足、加速時のローリングリジッドサスの「持ち上がり癖」）については、バッテリー後方搭載、ギアボックスをユニバーサルジョイントでシャーシに柔結合するなどの改良がなされている。
採用車種：ルーキーラビット、マッドファイター、ファイターバギーRX、マッドブル（モンスタートラック系大径タイヤ装備）

### DT-02
四輪独立ダブルウィッシュボーン式サス、トラクション確保を目的としたRR式レイアウトなど、最新のトレンドを反映した入門用2WDバギーとして完全新設計で登場。価格も低く抑えられており、癖の少ない操縦性とあいまって入門モデルとして申し分のない車体である。
採用車種：スーパーファイターG、デザートゲイター、サンドバイパー、ネオファルコン、DT-02MS（フルオプションモデル）、ホリデーバギー2010、デューンバギー2011、ストリートバギー、日産タイタンレーストラック

### DT-03
ギヤボックスはリヤエンドに搭載しバッテリーは縦置き、RCメカも車体中心線上にセットしたスリムな外観のモノコックフレームシャーシ。ホイールベースは287mm。2WDバギーの入門用。
採用車種：ネオ マイティフロッグ

### DT-03T
レーシングトラックをイメージしたDT-03の派生型。
採用車種：アクロショット

## DFシリーズ
四輪駆動（4WD）シャフトドライブモデルに冠されているモデルネーム。

### DF-01
マンタレイのシャーシをベースに、新設計の上方密閉型（下方は大きく開口しており、土砂を出す設計となっている）バスタブフレームを採用したシャーシ。完成車であるXBシリーズ専用としてラインナップされた。
車体構成・装備については、ダンパーがフリクションダンパーにグレードダウンしているのみで、ベースとなったマンタレイと大差はない。
採用車種：スーパーマンタレイ、ネオトップフォース

### DF-02
タミヤ数年ぶりの完全新作バギーとして、バギーモデル新ラインナップの鏑矢となったモデル。ツーリングカーシャーシTT-01の「バッテリー、モーター縦置きレイアウト」を基礎として、各部をバギーモデルとして強化・大型化している。一部の耐久性にやや難があるものの、構造の単純さと価格の低さが相まって入門用モデルとして申し分ない。
採用車種：グラベルハウンド、ライジングストーム、プラズマエッジ、エアロアバンテ

### DF-03
DF-02の入門向けから一歩踏み込み、中級者以上向けとしたモデル。低価格路線を維持しつつ、安定性よりもやや運動性を重視したディメンション、ジャンプ着地時の路面との干渉を防ぐ前後オーバーハングの切り詰め、世界標準規格のタイヤを履ける新型ホイール、ボールデフ、フルベアリングを初期装備とするなど、レースシーンを意識した仕様となっている。
採用車種：ダークインパクト、キーンホーク、アバンテMk.II、DF-03MS（フルオプションモデル）

### DF-03Ra
DF-03のトレッドを切り詰め、低姿勢のダンパーステーを装備したラリーカーモデル。ツーリングカーボディの規格に合わせ、ホイールベースの選択が出来るようロアアームが2種類用意されている。（思想的にはマンタレイ→TA01の系譜を受け継いでいるといえよう）
採用車種：「スバル・インプレッサWRC モンテカルロ'07」、「三菱・ランサーエボリューションX」、「ランチアデルタ インテグラーレ」、「フェアレディ 240Z ラリー仕様」、「三菱・ランサー エボリューションV WRC」

## DBシリーズ
四輪駆動（4WD）ベルトドライブ及びシャフトドライブモデルに冠されているモデルネーム。

### DB01
先だって発売されたハイエンドモデル「TRF501X」を基礎とした量産モデル。足回りの規格、車体ディメンションはTRF501Xと共通規格とされ、世界標準のホイール取り付け方法を採用。モーターを車体中央に装備した前後等長ベルト4WD、低重心レイアウトなど、ハイエンド譲りのレース志向モデル。一方で量産モデルとして、駆動系をフルカバードして防塵性も考慮されている。
採用車種：ドゥルガ、バルドル、DB01R（フルオプションモデル）、DB01 RR（角型バッテリー対応）、DB01 RRR（ハイグリップ路面に対応）

### DB02
2012年2月発売。
フロントミッドシップにモーターを横置きし、シャフトドライブ方式を採用したミドルクラスの電動RC 4WDバギー。足回りはDB01系を引き継いでいる。バッテリーはリヤに横置き。4つの金属製ベベルギヤにより前後のプロペラシャフトにパワーを伝達する駆動系が特徴的。アルミダイキャスト製の一体型モーターマウントを採用している。スリッパークラッチはオプションパーツで用意されている。
採用車種：レオニス